# حجار بني عيش (سيدي رضوان)
حجار بني عيش هي إحدى مشيخات المملكة المغربية، تتبع جغرافيا لإقليم وزان وإداريًا لسيدي رضوان. يقدر عدد سكانها بـ 6332 نسمة حسب الإحصاء الرسمي للسكان والسكنى لسنة 2004.